# آنژلیک برتنه
آنژلیک برتنه (فرانسوی: l'Entente Sportive de Lutte‎؛ زادهٔ ۱۸ سپتامبر ۱۹۷۶) کشتی‌گیر اهل فرانسه است.